# Xerodraba lycopodioides
Xerodraba lycopodioides är en korsblommig växtart som först beskrevs av Carlos Luis Spegazzini, och fick sitt nu gällande namn av Carl Skottsberg. Xerodraba lycopodioides ingår i släktet Xerodraba och familjen korsblommiga växter.

## Underarter
Arten delas in i följande underarter:
- X. l. contracta
- X. l. lycopodioides